# Baijiaping
Baijiaping (kinesiska: 柏家坪) är en köping i Kina. Den ligger i provinsen Hunan, i den södra delen av landet, omkring 280 kilometer söder om provinshuvudstaden Changsha. Antalet invånare är 54 777. Befolkningen består av 25 703 kvinnor och 29 074 män. Barn under 15 år utgör 22,0 %, vuxna 15-64 år 68 %, och äldre över 65 år 8,0 %.
Runt Baijiapingzhen är det tätbefolkat, med 308 invånare per kvadratkilometer. Baijiapingzhen är det största samhället i trakten. I omgivningarna runt Baijiapingzhen växer huvudsakligen savannskog.
Genomsnittlig årsnederbörd är 1 888 millimeter. Den regnigaste månaden är augusti, med i genomsnitt 273 mm nederbörd, och den torraste är oktober, med 37 mm nederbörd.